# Morcone
Morcone község (comune) Olaszország Campania régiójában, Benevento megyében.

## Fekvése
A megye északi részén fekszik, 70 km-re északkeletre Nápolytól, 25 km-re északnyugatra a megyeszékhelytől. Határai: Campolattaro, Cercemaggiore, Cerreto Sannita, Circello, Pietraroja, Pontelandolfo, Santa Croce del Sannio, Sassinoro és Sepino.

## Története
A település valószínűleg az ókori szamnisz Mucre város utódja. Első említése a longobárd időkből (9. század) származik. A következő századokban nemesi birtok volt. A 19. században nyerte el önállóságát, amikor a Nápolyi Királyságban felszámolták a feudalizmust.

## Népessége
A népesség számának alakulása:

## Főbb látnivalói
- Madonna dell’Annunziata-templom
- Madonna dell’Addolorata-templom
- Madonna della Pace-templom